# Littorio (thiết giáp hạm Ý)
Littorio là thiết giáp hạm dẫn đầu lớp thiết giáp hạm Littorio của Regia Marina (Hải quân Hoàng gia Ý) trong Chiến tranh Thế giới thứ hai. Con tàu được đặt theo tên gọi của Vệ sĩ La Mã thời cổ đại (Littorio theo tiếng Ý), được sử dụng làm một trong những biểu tượng của Chủ nghĩa Phát xít Ý. Littorio và con tàu thứ hai cùng lớp, Vittorio Veneto, được đóng để đối phó với lớp thiết giáp hạm Dunkerque của Hải quân Pháp. Littorio và Vittorio Veneto là các thiết giáp hạm tân tiến đầu tiên của người Ý, và là những tàu chủ lực có mức choán nước 41.000 tấn đầu tiên được hạ thủy sau khi người Ý liên tục vi phạm các điều khoản của Hiệp ước Hải quân Washington năm 1922. Littorio được đặt đóng vào tháng 10 năm 1934, hạ thủy vào tháng 8 năm 1937 và hoàn thành vào tháng 5 năm 1940.
Ngay sau khi được đưa vào hoạt động, Littorio bị hư hại nặng trong một cuộc không kích của Hải quân Hoàng gia Anh vào Taranto đêm ngày 11 tháng 11 năm 1940, khiến con tàu phải ngừng hoạt động đến tháng 3 năm 1941. Sau đó, Littorio tham gia vào các chiến dịch đánh chặn các đoàn tàu vận tải của Anh tại Địa Trung Hải, nhưng không đạt được nhiều thành công nổi bật, ngoại trừ việc làm hư hại vài tàu chiến Anh trong Trận Sirte lần hai vào tháng 3 năm 1942. Littorio được đổi tên thành Italia vào tháng 7 năm 1943 sau khi Chính phủ Phát xít Ý sụp đổ. Theo Hiệp định Đình chiến Cassibile, Italia cùng phần lớn các tàu chủ lực Ý được lệnh khởi hành về Malta, sau đó là Alexandria và tập kết Hồ Great Bitter ở Kênh đào Suez để giao cho người Anh quản lý. Vào ngày 9 tháng 9 năm 1943, khi đang trên đường rút chạy về Malta, hạm đội Ý bất ngờ bị tấn công bởi máy bay ném bom Đức. Italia trúng một quả bom thông minh Frizt X trong cuộc tấn công, khiến phần mũi tàu bị hư hại nặng, và Roma, con tàu thứ ba của lớp Littorio, bị đánh chìm. Italia được lưu lại ở Hồ Great Bitter đến năm 1947 trước khi được chuyển giao cho người Mỹ với vai trò là chiến lợi phẩm. Con tàu được trao trả về Ý vào năm 1948 và được tháo dỡ ở La Spezia vài năm sau đó.

## Đặc tính

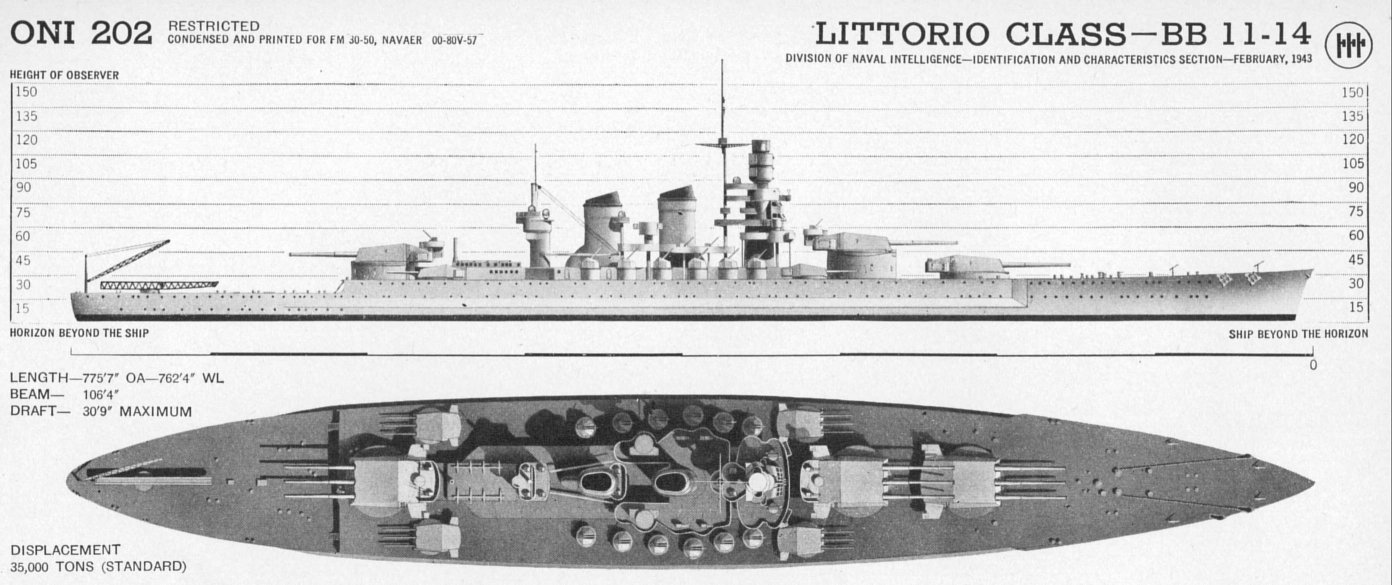
Bản vẽ thiết kế lớp thiết giáp hạm Littorio của Văn phòng Tình báo Hải quân Hoa Kỳ.

Littorio và Vittorio Veneto được thiết kế để và phát triển sau khi Hải quân Đức bắt đầu đóng ba tàu lớp Deutschland trang bị sáu khẩu pháo 280 mm, và Hải quân Pháp đã lần lượt hạ hai thiết giáp hạm lớp Dunkerque được trang bị tám khẩu pháo 330 mm. Littorio có chiều dài tính toán (LBP) là 224,05 mét (735,1 ft), chiều dài tổng thể đạt 237,76 mét (780,1 ft), mức mớn nước đạt 9,6 mét (31 ft) và con tàu cao 32,82 mét (107,7 ft). Littorio có mức choán nước tiêu chuẩn là 40.724 tấn (40.081 tấn Anh; 44.891 tấn Mỹ) và 45.236 tấn (44.522 tấn Anh; 49.864 tấn Mỹ) khi đầy tải. Điều này đã vi phạm nghiêm trọng các điều khoản được đặt ra trong Hiệp ước Hải quân Washington, khi Hiệp ước chỉ quy định các quốc gia chỉ được phép hạ thủy các tàu chủ lực có mức choán nước tối đa là 35.000 tấn/tàu. Tuy vậy, Hải quân Ý đã khéo léo đánh tráo thông tin và thuyết phục được các đoàn khảo sát rằng lớp Littorio của họ vẫn nằm trong giới hạn mà hiệp ước áp đặt. Hệ thống động cơ của tàu bao gồm bốn động cơ tuabin hơi nước Belluzzo được cung cấp năng lượng bởi tám nồi hơi Yarrow chạy bằng dầu. Động cơ của tàu đạt công suất trục là 128.200 mã lục (95.600 kW) và đạt tốc độ tối đa là 30 knot (56 km/h; 35 mph). Trong một đợt thử máy, Littorio đã đạt 137.649 mã lực (102.645 kW) ở tốc độ tối đa 31,3 knot (58,0 km/h; 36,0 mph), một kết quả cao hơn rất nhiều so với thông số kỹ thuật tiêu chuẩn của tàu. Littorio có biên chế thủy thủ đoàn theo mức tiêu chuẩn là 80 sĩ quan và 1.750 thủy thủ, và con số này tăng lên thành 1.950 sĩ quan và thủy thủ trong giai đoạn cuối của cuộc chiến.
Hệ thống pháo chính của Littorio bao gồm chín khẩu pháo 381 mm L/50 Ansaldo 1934 được chia đều ra ba tháp pháo ba nòng, hai tháp pháo đặt ở trước đài chỉ huy và một tháp đặt ở cuối hệ thống thượng tầng. Hệ thống vũ khí phụ của tàu bao gồm 12 khẩu pháo 152 mm (6.0 in) L/55 Ansaldo Model 1934, được chia đều cho bốn tháp pháo ba nòng. Hai tháp pháo 152 mm được đặt hai bên tháp pháo 381 mm số 2 và hai tháp còn lại được đặt ở hai bên rìa tháp pháo 381 mm số 3. Hệ thống pháo phòng không của tàu bao gồm 12 khẩu pháo 90 mm (3.5 in) L/50 mạnh mẽ được đặt ở bên bên thượng tầng của tàu, 12 khẩu pháo 37 mm (1.5 in) L/54 và 16 pháo 20 mm (0.79 in) L/65 (sau được bổ sung lên 28 pháo 20 mm). Pháo 90 mm có nhiệm vụ cung cấp hỏa lực phòng không tầm xa cho tàu, và được đặt trong các ụ riêng lẻ với hệ thống ổn định chạy biệt lập. Tốc độ bắn của pháo 90 mm là 12 viên/phút và có trần bay khoảng 10.800 m. Pháo 37 mm và 20 mm có nhiệm vụ cung cấp hỏa lực phòng không tầm gần và có tầm bắn hiệu quả lần lượt là 4.000 mét và 2.500 mét. Ngoài ra, con tàu còn được lắp đặt bốn khẩu pháo 120 mm (4.7 in) L/40 làm nhiệm vụ bắn pháo sáng. Littorio được trang bị hệ thống radar dò tìm EC 3 bis vào tháng 8 năm 1941, được nâng cấp vào tháng 4 năm 1942 và sau đó được thay thế bằng mẫu EC 3 ter vào tháng 9 năm 1942.

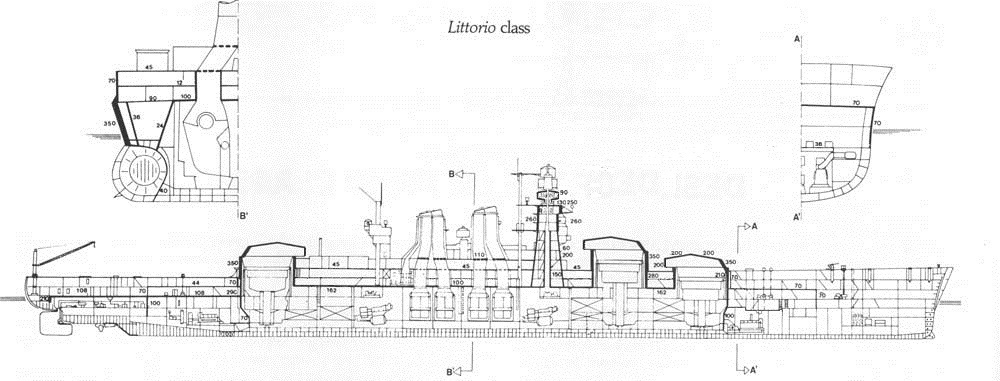
Sơ đồ hệ thống giáp của lớp thiết giáp hạm Littorio.

Đai giáp chính của Littorio bao gồm lớp giáp đồng chất dày 70 mm đặt ở bên ngoài và lớp giáp trát xi măng dày 280 mm được đặt phía sau tấm giáp đồng chất. Con tàu được lắp đặt Hệ thống đai chống ngư lôi Pugliese - một trong những hệ thống chống ngư lôi hiệu quả nhất trong Chiến tranh Thế giới thứ hai. Boong tàu bao gồm một lớp giáp đồng nhất dày 36 mm đặt trên một lớp giáp dày 9 mm; lớp giáp trên khu vực boong tàu sẽ thay đổi tùy thuộc vào không gian và vị trí chúng bảo vệ. Ở khu vực khoang chứa đạn, boong tàu dày 162 mm. Tại khu vực khoang động cơ, độ dày của boong được giảm xuống còng 110 mm và 90 mm ở các khu vực còn lại. Bệ tháp pháo chính của tàu được bảo vệ bởi một lớp giáp tráng xi măng dày 350 mm ở bên trên boong tàu và giảm xuống còn 280 mm ở bên dưới boong tàu. Mặt trước của các tháp pháo chính dày 350 mm, hai bên tháp và trần dày 200 mm và 130 mm ở khu vực hông tháp pháo. Tháp pháo phụ 152 mm được đặt trong các bệ dày 150 mm ở trên boong tàu và 100 mm ở dưới boong tàu. Mặt trước tháp pháo 152 mm dày 280 mm và 70 mm ở hai mặt bên. Hệ thống pháo phòng không của tàu được bảo vệ bởi các tấm thép chống đạn có độ dày từ 12 mm tới 40 mm. Con tàu được lắp đặt một máy phóng thủy phi cơ, và được trang bị ba thủy phi cơ trinh sát IMAM Ro.43 hoặc tiêm kích Reggiane Re.2000.

## Lịch sử hoạt động

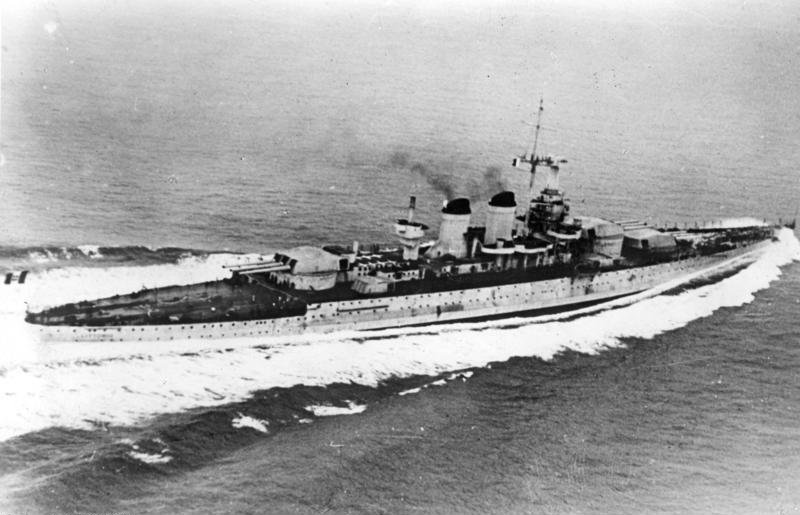
Thiết giáp hạm Littorio trong buổi thử máy đầu tiên, tháng 11 năm 1937.

Littorio được đặt lườn ở Xưởng Đóng tàu Ansaldo ở Genoa vào ngày 28 tháng 10 năm 1934 để kỷ niệm trong Cuộc hành quân của Đảng Phát xít tại Rome năm 1922. Những thay đổi trong thiết kế và việc thiếu các tấm giáp để lắp đặt đã khiến việc đóng tàu bị chậm tiến độ và làm việc hạ thủy bị chậm ba tháng so với kế hoạch ban đầu là tháng 5 năm 1937. Littorio được hạ thủy vào ngày 22 tháng 8 năm 1937 trong một buổi lễ có sự tham gia của nhiều quan chức cấp cao của Đảng Phát Xít Ý. Con tàu được đỡ đầu bởi bà Signora Teresa Ballerino Cabella, vợ của một người công nhân tham gia vào quá trình đóng Littorio ở Xưởng Ansaldo. Việc lắp đặt trang thiết bị cho Littorio kéo dài đến đầu năm 1940, và trong thời gian đó, phần mũi tàu đã được thay đổi để tăng sự ổn định của tàu. Littorio sau đó tham gia một loạt các đợt thử nghiệm trong khoảng thời gian hai tháng, từ ngày 23 tháng 10 năm 1939 tới ngày 21 tháng 12 năm 1939, trước khi được được nhập biên chế ngày 6 tháng 5 năm 1940. Sau vài đợt thử nghiệm cuối cùng vào tháng 5, Littorio cùng Vittorio Veneto được đưa vào hoạt động vào ngày 2 tháng 8 năm 1940, và được biên chế vào Hải đoàn Thiết giáp hạm số 9 của Chuẩn Đô đốc Carlo Bergamini tại Taranto.
Từ ngày 31 tháng 8 tới ngày 2 tháng 9 năm 1940, Littorio, cùng bốn thiết giáp hạm, mười tuần dương hạm và 31 khu trục hạm đã tham gia đánh chặn Đoàn vận tải MB.3 trong Chiến dịch Hats, nhưng việc trinh sát thiếu hiệu quả đã khiến hạm đội Ý không thể nghênh chiến với tàu chiến Anh. Hạm đội này tiếp tục tung ra một cuộc đánh chặn khác vào Đoàn vận tải MB.5 tới Malta vào ngày 29 tháng 9 nhưng không thành công.

### Không kích Taranto

Bản vẽ mô phỏng thiệt hại của Littorio trong cuộc không kích trong đêm ngày 11 tháng 11 năm 1940.

Đêm ngày 11 - sáng ngày 12 tháng 11 năm 1940, Hạm đội Địa Trung Hải của Hải quân Hoàng gia Anh đã tổ chức một đợt không kích vào hạm đội Ý neo đậu tại cảng Taranto. 21 máy bay phóng lôi Swordfish cất cánh từ hàng không mẫu hạm Illustrious và tấn công theo hai đợt. Dù cảng Taranto được bảo vệ bởi một hệ thống phòng không khá mạnh mẽ, bao gồm 21 pháo phòng không 90 mm, hàng chục pháo 37 mm và 20 mm, và 27 khinh khí cầu chống máy bay, nhưng họ không có hệ thống radar dò tìm trên không. Do đó, khi các tốp máy bay Swordfish bắt đầu tấn công, các đơn vị phòng không và tàu chiến Ý hoàn toàn bị bất ngờ và không kịp tổ chức phòng thủ. Các thiết giáp hạm neo đậu trong cảng, trong đó có Littorio, lại không được bảo vệ bởi các lớp lưới chống ngư lôi.

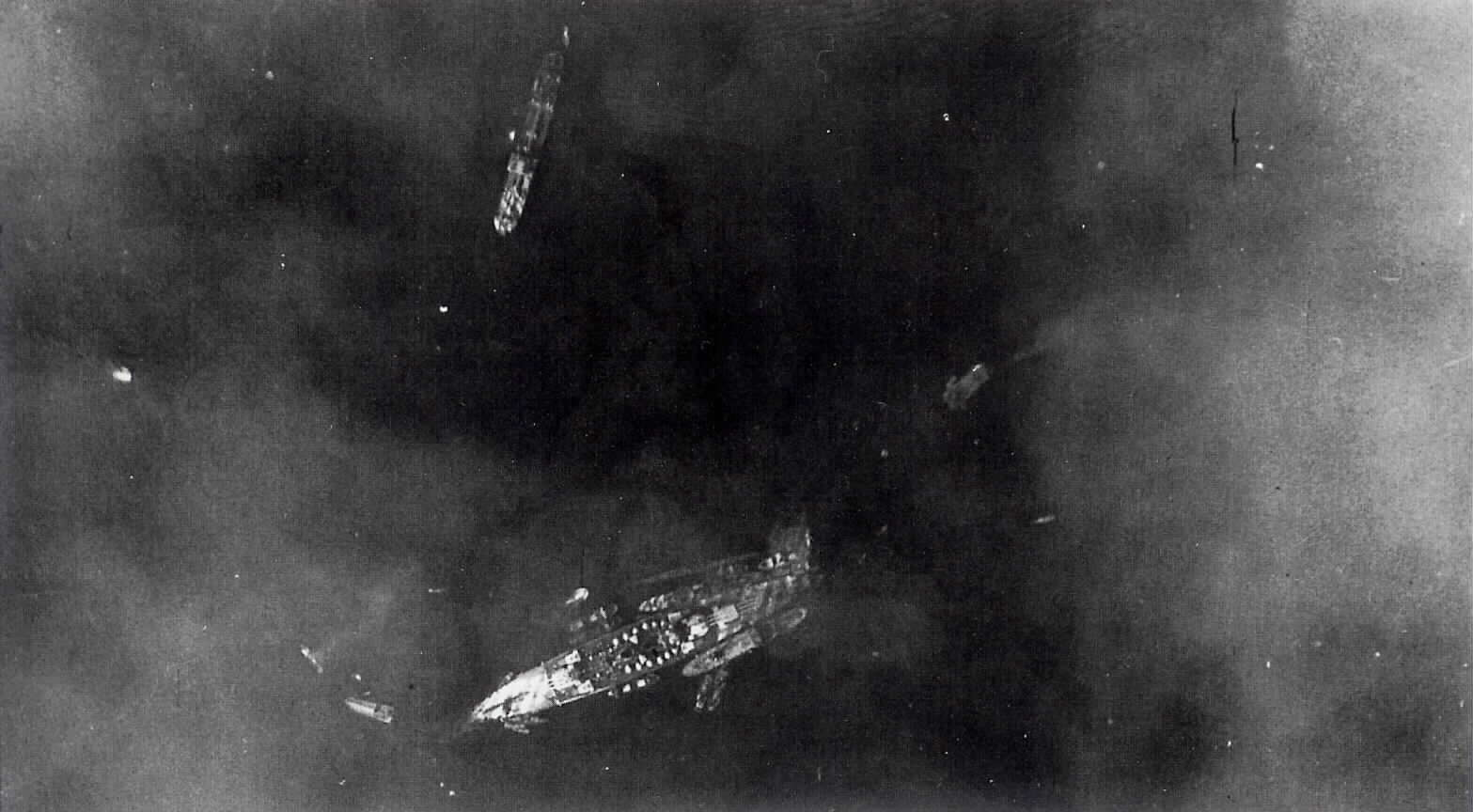
Thiết giáp hạm Littorio đang được trục vớt vào ngày 12 tháng 11 năm 1940.

Littorio trúng ba quả ngư lôi trong cuộc không kích, bao gồm một quả vào khu vực đuôi tàu và hai quả ở khu vực mũi tàu. Quả ngư lôi ném trúng khu vực đuôi tàu đã phá hủy bánh lái và chấn động từ vụ nổ đã làm hỏng cơ cấu lái của tàu. Khu vực phía trước của Littorio bị ngập nặng, với phần mũi tàu bị chìm hẳn và nước ngập đến mép tháp pháo 381 mm số 1. Trong quá trình trục vớt Littorio, nhóm sửa chữa phát hiện ra quả ngư lôi thứ tư, đã bị xịt và nằm ở ngay bên dưới lườn tàu. Quả ngư lôi xịt này đã làm chậm việc đưa Littorio vào ụ sửa chữa đến ngày ngày 11 tháng 12, và việc sửa chữa được hoàn thành vào ngày 11 tháng 3 năm 1941.

### Các chiến dịch đánh chặn đoàn vận tải
Sau khi việc sửa chữa được hoàn tất, Littorio quay trở lại hoạt động vào tháng 8 năm 1941. Ngày 22 - 25 tháng 8, Littorio xuất kích đánh chặn một đoàn vận tải, nhưng thất bại và quay trở về cảng sau đó. Một tháng sau, Littorio dẫn đầu chiến dịch đánh chặn một đoàn tàu vận tải của Anh trong Chiến dịch Halberd vào ngày 27 tháng 9 năm 1941. Trinh sát Ý báo cáo rằng đoàn vận tải bảo vệ bởi một nhóm hộ tống hùng hậu, trong đó có ba thiết giáp hạm Rodney, Nelson và Prince of Wales. Phó Đô đốc Angelo Iachino, chỉ huy lực lượng đánh chặn, sau một thời gian không tìm thấy mục tiêu, cùng với mệnh lệnh không được phép giao chiến trừ khi có ưu thế về quân số, đã cho dừng cuộc xuất kích và ra lệnh cho nhóm thiết giáp hạm quay trở về căn cứ. Ngày 13 tháng 12, Littorio tiếp tục tham gia vào một nhiệm vụ đánh chặn khác vào một đoàn vận tải tới Malta, nhưng phải hủy bỏ nhiệm vụ sau khi Vittorio Veneto bị trúng ngư lôi từ một tàu ngầm Anh. Ba ngày sau, Littorio tham gia vào Chiến dịch M42, có nhiệm vụ hộ tống một đoàn vận tải tiếp tế các đơn vị Đức và Ý chiến đấu tại Bắc Phi. Tính đến thời điểm đó, người Anh đã phá thành công mã Enigma, khiến các đoàn vận tải của phe Trục tới Bắc Phi gặp nhiều khó khăn, và khiến Hải quân Hoàng gia Ý phải điều động hạm đội của họ cho các chiến dịch vận tải. Ngày 17 tháng 12, Littorio và nhóm hộ tống bắt gặp một đoàn vận tải của Anh trong khu vực, dẫn đến Trận Sirte lần một. Littorio khai hỏa vào tàu chiến Anh ở khoảng cách rất xa, hơn 32.000 mét, nhưng không ghi nhận một pha bắn trúng nào. Tuy nhiên, hỏa lực áp đảo của Ý đã buộc tàu chiến Anh phải xả khói rút lui, và đoàn vận tải M42 cập bến Bắc Phi thành công mà không chịu bất kỳ thiệt hại nào.

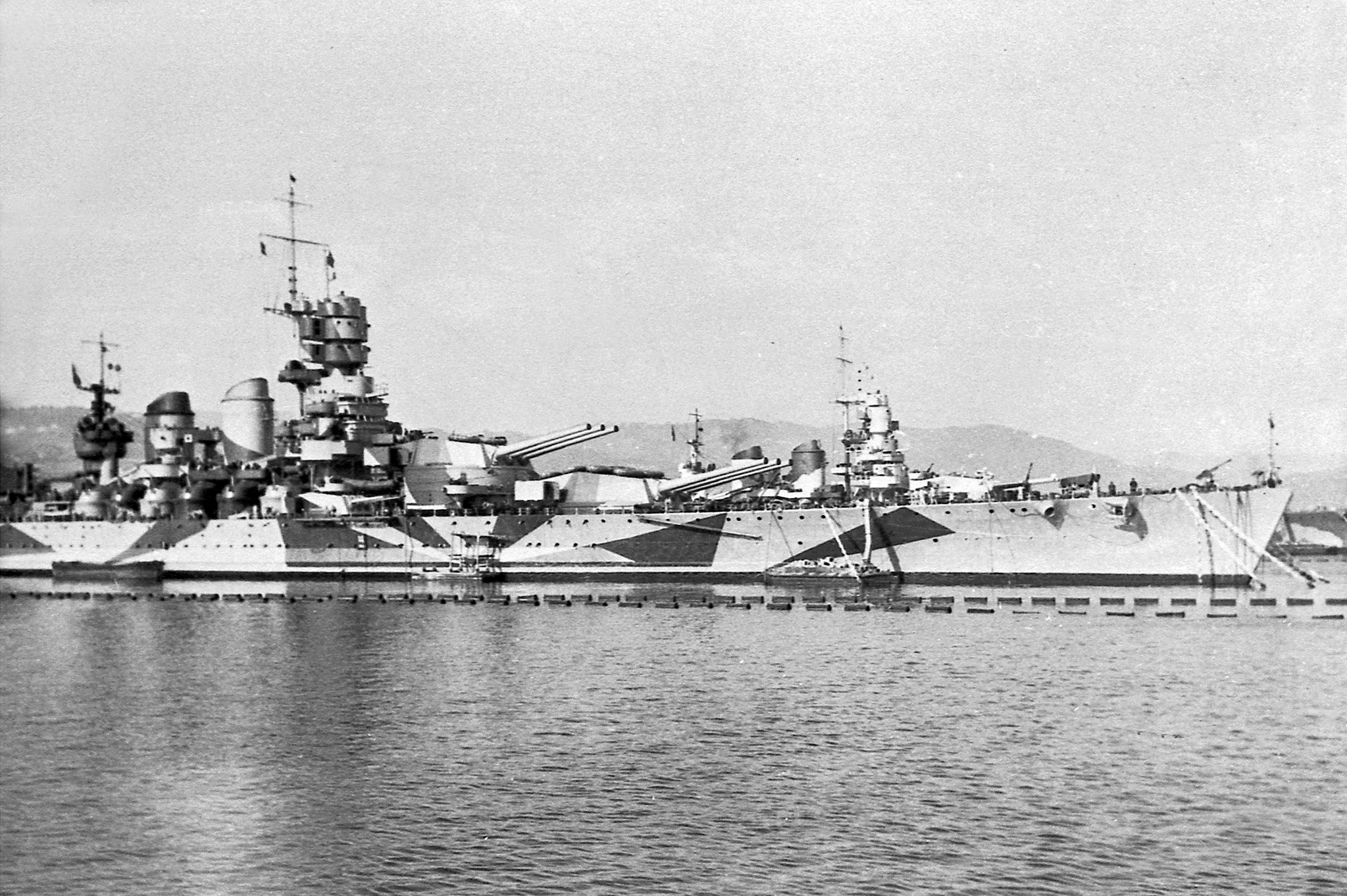
Thiết giáp hạm Vittorio Veneto (trước) và Littorio (sau) đang neo đậu tại La Spezia, tháng 3 năm 1943.

Ngày 3 tháng 1 năm 1942, Littorio tham gia vào Chiến dịch M43, với nhiệm vụ hộ tống đoàn vận tải tới Bắc Phi; con tàu hoàn thành nhiệm vụ và quay trở về cảng vào ngày 6 tháng 1. Ngày 22 tháng 3, Littorio tham gia vào Trận Sirte lần hai trong vai trò soái hạm của một hạm đội Ý, và có nhiệm vụ tiêu diệt một đoàn tàu vận tải của Anh tiến vào Malta. Khi trời bắt đầu tối, một số khu trục hạm của Anh đã áp sát Littorio và tấn công ở khoảng cách gần, nhưng hỏa lực mạnh từ dàn pháo chính và pháo phụ của Littorio đã buộc các khu trục hạm phải rút lui. Trong trận đánh, Littorio bị trúng một viên đạn 4,7-inch (120 mm) vào phần thân tàu, gây hư hại nhẹ, và đã làm hư hại nghiêm trọng hai khu trục hạm Havock và Kingston. Tuần dương hạm hạng nhẹ Euryalus cỹng bị trúng đạn từ Littorio nhưng không chịu thiệt hại đáng kể. Littorio đã bắn tổng cộng 181 viên đạn 381 mm vào tàu chiến Anh trong trận đánh, và các chớp lửa đầu nòng từ pháo 381 mm số 3 của Littorio đã khiến một chiếc thủy phi cơ đậu sau tàu bị bốc cháy, nhưng không tạo ra mối nguy hại nghiêm trọng cho tàu. Mặc dù hạm đội Ý không thể tấn công trực tiếp vào nhóm vận tải, nhưng cuộc chạm trán đã khiến các tàu vận tải phải tản ra, và nhiều chiếc bị đánh chìm trong các cuộc không kích vào ngày hôm sau.
Ba tháng sau, ngày 14 tháng 6, Littorio tham gia nhiệm vụ đánh chặn đoàn vận tải Anh khởi hành từ Alexandria tới Malta trong Chiến dịch Vigorous. Littorio, Vittorio Veneto, bốn tuần dương hạm và 12 khu trục hạm được cử đi tấn công đoàn vận tải. Người Anh nhanh chóng xác định được vị trí của hạm đội Ý và tổ chức vài đợt không kích đêm nhằm ngăn chặn hạm đội này tấn công đoàn vận tải, nhưng không thành công. Trong lúc đi tìm kiếm hạm đội vận tải của Anh vào ngày 15 tháng 6, hạm đội Ý bị không kích bởi các máy bay ném bom hạng nặng B-24 Liberator của Không lực Lục quân Hoa Kỳ. Littorio trúng một quả bom vào tháp pháo 381 mm số 1, khiến một thủy thủ thiệt mạng và 12 người bị thương, nhưng không gây nhiều thiệt hại cho tháp pháo và Littorio vẫn tiếp tục hoạt động như bình thường. Mối đe dọa từ các thiết giáp hạm Ý đã buộc người Anh phải hủy bỏ Chiến dịch Vigorous. Lúc 14 giờ cùng ngày, người Ý kết thúc chiến dịch đánh chặn và trên đường quay trở về căn cứ, Littorio trúng một quả ngư lôi được thả từ một chiếc Vickers Wellington của Không quân Hoàng gia Anh, khiến con tàu bị ngập hơn 1.500 tấn nước ở phần mũi. Con tàu quay về cảng thành công và việc sửa chữa được hoàn thành vào ngày 27 tháng 8. Con tàu được lưu lại tại Taranto tới ngày 12 tháng 12, và sau đó cùng hạm đội di chuyển về La Spezia.

### Số phận
Littorio được cho ngừng hoạt động trong sáu tháng đầu năm 1943 do Hải quân Ý gặp vấn đề thiếu nhiên liệu trầm trọng. Người Ý chỉ có đủ nhiên liệu cho Littorio, Vittorio Veneto và Roma, nhưng chỉ phù hợp cho các nhiệm vụ khẩn cấp. Tháng 6 năm 1943, quân đội Đồng Minh thực hiện một loạt các cuộc không kích và La Spezia nhằm tiêu diệt cả ba thiết giáp hạm của Hải quân Ý neo đậu tại đây. Littorio trúng ba quả bom vào ngày 19 tháng 6.

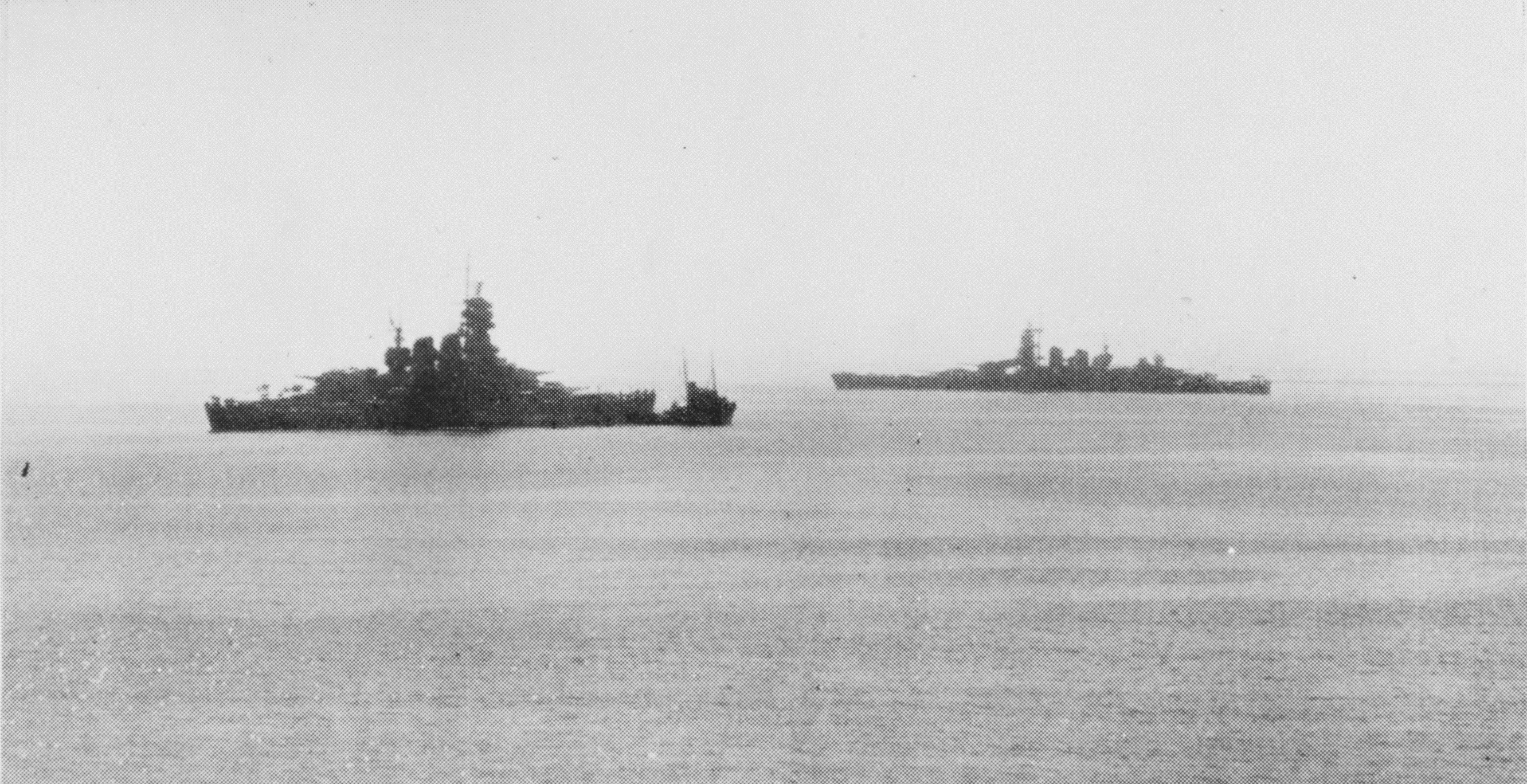
Thiết giáp hạm Italia (trái) và Vittorio Veneto (phải) đang neo đậu tại Malta.

Littorio được đổi tên thành Italia vào ngày 30 tháng 7 sau khi chính phủ Phát xít của Benito Mussolini bị lật đổ vào ngày 25 tháng 7 năm 1943. Ngày 3 tháng 9, Chính phủ Ý ký kết Hiệp định Cassibile, đồng nghĩa với việc sự nghiệp hoạt động của Italia trong Chiến tranh Thế giới thứ hai chính thức kết thúc. Sáu ngày sau, Italia cùng hạm đội Ý khởi hành về Malta để đầu hàng quân Anh. Trên đường đi, hạm đội Ý bị tấn công bởi máy bay ném bom Dornier Do 217 của Đức Quốc Xã. Italia trúng một quả bom Frizt X vào khu vực phía tháp pháo 381 mm số 1; quả bom đâu xuyên qua các lớp sàn tàu trước khi phát nổ ở dưới biển, gây hư hại nghiêm trọng cho phần thân tàu. Trong khi đó, Roma trúng hai quả bom Fritz X, khiến hầm đạn của Roma sau đó phát nổ; con tàu bị gãy đôi và chìm, đem theo sinh mạng của 1.253 sĩ quan và thủy thủ.
Italia và Vittorio Veneto cập bến Malta thành công, và được lưu lại tại đó tới ngày 14 tháng 9, trước khi được lệnh di chuyển về Alexandria. Hai chiếc neo đậu tại Hồ Great Bitter ở Kênh đào Suez trong suốt quãng thời gian còn lại của cuộc chiến. Vào ngày 5 tháng 2 năm 1947, Italia được phép quay trở về Ý. Theo Hiệp ước Hòa bình với Ý, được ký kết năm ngày sau đó, Italia được lệnh tiến về Hoa Kỳ với tư cách là chiến lợi phẩm chiến tranh của người Mỹ trước khi được trao trả cho người Ý. Con tàu được xóa khỏi danh sách đăng bạ vào ngày 1 tháng 6 năm 1948 và đem đi tháo dỡ ở La Spezia.

#### Quá trình tháo dỡ
Trước nguy cơ mất đi hai tàu chiến chủ lực mạnh mẽ nhất của mình, Tham mưu trưởng Hải quân Ý (Marina Militare), Đô đốc Franco Maugeri, đã liên tục đấu tranh để giữ ít nhất một thiết giáp hạm lớp Littorio trong biên chế của họ. Maugeri bắt đầu việc này bằng đề xuất giữ lại hai thiết giáp hạm lớp Littorio (Italia và Vittorio Veneto) thay cho hai thiết giáp hạm lớp Andrea Doria cũ được phe Đồng Minh đồng ý cho phép người Ý giữ lại, nhưng không nhận được phản hồi nào. Vào đầu năm 1948, Ủy ban Hòa bình ép buộc Hải quân Ý phải đưa hai thiết giáp hạm vào lực lượng dự bị và yêu cầu phá bỏ toàn bộ hệ thống vũ khí trên tàu. Đô đốc Maugeri, vẫn nuôi hy vọng cứu được hai con tàu, đã ra lệnh tiến hành việc tháo dỡ một cách chậm nhất có thể.
Vào tháng 5 năm 1948, dưới áp lực ngoại giao rất lớn từ phía Liên Xô sau cuộc bầu cử chính trị ở Ý, Hải quân Ý buộc phải tháo dỡ hai con tàu, bắt đầu bằng việc cắt toàn bộ nòng pháo 381 mm, phá hủy hệ thống chân vịt và khoang động cơ tàu. Đô đốc Maugeri một lần nữa tiếp tục câu thêm thời gian đến năm 1949, và liên tục gửi các yêu cầu giúp đỡ đến các bên đại diện của Anh và Pháp, nhưng không nhận được bất kỳ hồi âm nào. Cuối cùng, Hải quân Ý phải từ bỏ hy vọng giữ lại hai con tàu, và quyết định tập trung vào việc xây dựng lực lượng mới dựa trên hàng không mẫu hạm được Chính phủ Hoa Kỳ viện trợ. Khi Chiến tranh Triều Tiêu bùng nổ vào năm 1950, công việc tháo dỡ hai con tàu được đẩy mạnh tiến độ và hoàn thành vào khoảng năm 1954.

### Sách tham khảo
- Bagnasco, Erminio; de Toro, Augusto (2010). The Littorio Class. Barnsley: Seaforth Publishing. ISBN 978-1-59114-445-8.
- Gardiner, Robert; Chesneau, Roger, biên tập (1980). Conway's All the World's Fighting Ships, 1922–1946. Annapolis: Naval Institute Press. ISBN 0-87021-913-8.
- Garzke, William H.; Dulin, Robert O. (1985). Battleships: Axis and Neutral Battleships in World War II. Annapolis: Naval Institute Press. ISBN 0-87021-101-3.
- Rohwer, Jürgen (2005). Chronology of the War at Sea, 1939–1945: The Naval History of World War Two. Annapolis: Naval Institute Press. ISBN 1-59114-119-2.
- Stille, Mark (2011). Italian Battleships of World War II. Oxford: Osprey Publishing. ISBN 978-1-84908-831-2.
- Velicogna, Arrigo (2018). "The Battleship Littorio (1937)". Trong Taylor, Bruce (biên tập). The World of the Battleship: The Lives and Careers of Twenty-One Capital Ships of the World's Navies, 1880–1990. Barnsley: Seaforth Publishing. ISBN 0870219065.
- Whitley, M.J. (1998). Battleships of World War Two: An International Encyclopedia. Annapolis: Naval Institute Press. ISBN 1-55750-184-X.